# Advanced Power Management
APM (ang. Advanced Power Management), zaawansowane zarządzanie energią – technologia pozwalająca na automatyczne wyłączanie w razie potrzeby nieużywanych urządzeń komputera (np. karty graficznej, monitora, dysku) lub całego komputera – wyłączenie całkowite lub przejście w tzw. stan wstrzymania, w którym podtrzymywane jest tylko napięcie płyty głównej i pamięci RAM. Obsługa APM realizowana jest przez BIOS. Technologia obecnie wyparta przez standard ACPI.